# 中戈壁省
中戈壁省（羅馬化：Dundgovi aimag）位於蒙古國中南部，面積74,690平方公里，人口38,821（2011年）。首府曼達勒戈壁。

## 行政区划
中戈壁省下辖15个苏木：
| 中戈壁省的苏木行政中心地图 |
| -------------------------- |
| \| \| 50km · 30miles 查干德勒格尔苏木 赛汗敖包苏木 温都尔希勒苏木 乌勒吉特苏木 鲁斯苏木 呼勒德苏木 古尔班赛汗苏木 戈壁乌格塔勒苏木 额尔德尼达莱苏木 德伦苏木 德勒格尔朝格特苏木 德勒格尔杭爱苏木 巴彦扎尔嘎兰苏木 阿达查格苏木 曼达勒戈壁市 (赛音查干苏木) '"`UNIQ--templatestyles-00000026-QINU`"' 苏木在中戈壁省 Legend： · 1: 曼达勒戈壁市 (赛音查干苏木) 2: 阿达查格苏木 3: 巴彦扎尔嘎兰苏木 · 4: 德勒格尔杭爱苏木 5: 德勒格尔朝格特苏木 6: 德伦苏木 7: 额尔德尼达莱苏木 · 8: 戈壁乌格塔勒苏木 9: 古尔班赛汗苏木 10: 呼勒德苏木 11: 鲁斯苏木 · 12: 乌勒吉特苏木 13: 温都尔希勒苏木 14: 赛汗敖包苏木 · 15: 查干德勒格尔苏木 ·                           |
|                            |

- 中戈壁省的县
- 霍赫布尔德庙(Süm Khökh Burd Temple)
- 乌勒吉特苏木Petroglyph
- 德勒格尔朝格特苏木的Baga Gazaryn Chuluu
- 德勒格尔朝格特苏木的Baga Gazaryn Chuluu
- 德勒格尔朝格特苏木的Baga Gazaryn Chuluu

- 额尔德尼达莱车站
- 额尔德尼达莱
- 额尔德尼达莱庙
- 翁金寺(Ongiin Khiid Monastery)
- 翁金寺(Ongiin Khiid Monastery)
- 翁金寺(Ongiin Khiid Monastery)
- 翁金寺(Ongiin Khiid Monastery)
- 翁金寺(Ongiin Khiid Monastery)
- 被毁坏的翁金寺(Ongiin Khiid Monastery)